# Kdo je kriv?
Kdo je kriv? je drama Angela Cerkvenika iz leta 1934. 

## Osebe
- Vojak
- Ženska
- Častniki, vojaki, ujetniki (glasovi)

## Vsebina

### 1. scena
Ruška krade kruh in konzerve z vojaškega voza; pri tem jo zaloti stražar, vendar ne vzdigne alarma, nasprotno, oprta ji culo in jo nažene domov, preden se straža zamenja. 

### 2. scena
Vojak obišče Ruško. Prek njene vasi in hiše se nenehoma premika fronta, zdaj Nemci pa Rusi pa spet Nemci, toda ona s hčerkico vztraja, rada bi umrla doma. Ne, ni se prodajala, da bi obdržala hišo. Poštena Kozakinja je, čaka svojega moža Georga. Vojak trdi, da Georga pozna, zaigra srečanje med njim in svojo ženo Hildegard: silna kozaška strast jo je premagala, da je šla z njim v Rusijo, zdaj si bo on v zameno vzel Ruško. Ruška ne verjame, da bi bil njen mož zapeljivec, z vso silo se brani vojaka, očita mu, da umazano izrablja njegovo stisko. Vendar vojaku ne gre za to, igralec je in v njem tragična lepota vojne vzbuja boleče hrepenenje: težko je potegniti ločnico med teatrom na deskah in teatrom v strelskih jarkih. Zaigra Georga, ki se utrujen vrača k svoji ženi, v Ruški vzbudi čakajočo ljubezen, da se ne upira več. Vendar je tudi to teater, vojaka kakor lutko premikajo drugi, njemu pa se je zahotelo, da bi enkrat figure premikal tudi sam. Trobenta trobi alarm. Vojak odide v boj, v še eno obliko teatra. 

### 3. scena
Smrtno ranjen vojak omahne v Ruškino hišo, vsak čas bodo tu Rusi. Nemški častnik ukaže, naj zažgejo hišo, in ko jo Ruška zaman brani, vojak častnika ustreli; Nemci se umaknejo. Vojak podoživlja bitko: do danes ni nikogar ubil, zdaj pa je zverinski častnik že druga žrtev – v bitki je srečal lepega kozaškega satana, njenega moža, ubila sta drug drugega, zato se je moral vrniti k Ruški. Ruška kljub nevarnosti odhiti, da bi se prepričala o resničnosti njegovih besed. 

### 4. scena
Ubit ni njen mož Georg. Vojak prizna, da se je v zgodbo o Georgu in Hildegard zapičil, ker ga je vojna naredila blaznega. Mu Ruška lahko oprosti? Ni sicer ubil njenega moža, ubil pa je drugega. Vojna je kriva, ga tolaži Ruška. Ne, zahrope z zadnjimi silami vojak. Vojna smo mi, vsi smo krivi. Ruška pritisne mrtvemu na čelo zadnji poljub. 